# Clément Turpin
Clément Turpin (phát âm tiếng Pháp: [klemɑ̃ tyʁpɛ̃]; sinh ngày 16 tháng 5 năm 1982) là một trọng tài bóng đá nổi tiếng người Pháp. Anh là trọng tài FIFA kể từ năm 2010, và là trọng tài UEFA kể từ năm 2012.